# マーヴィン・ハリス
マーヴィン・ハリス（英語: Marvin Harris, 1927年8月18日 - 2001年10月25日）は、アメリカ合衆国の文化人類学者。フロリダ大学名誉教授。

## 経歴
1927年、ニューヨーク市のブルックリン区で生まれた。1929年の世界恐慌のあおりを受けて、貧しい幼少期を過ごした。軍に入隊し、第二次世界大戦まで軍務に就いた。1944年復員兵援護法を利用してコロンビア大学に入学。チャールズ・ワグレーに師事し、卒業研究にはブラジルを対象とした。
卒業後、コロンビア大学助教授に就いた。1957年にはモザンビークを調査。
2001年、フロリダ州ゲインズビルで死去。

## 研究内容・業績
文化唯物論の発展に大きく貢献し、カール・マルクスの生産力とマルサスの人口統計学的要因を基盤として、それらを社会構造や文化を決定づける鍵とみなした。1968年に"The Rise of Anthropological Theory"を出版して以降、人類学の分野において文化と生態学の関係に光をあてる仕事に残りの人生を費やした。著書の多くが一般読者の間で広く読まれている。
学者としての生涯にわたって、忠実な信奉者を得た一方で数多くの批判も受けた。アメリカ人類学会(AAA)の年次総会では、会場や演壇に立つ者などから激しい疑問を受ける常連であった。

## 著作
邦訳出版された著書
- 『アメリカ・ナウ：なぜ、何もかもうまくいかないか』大前正臣訳 サイマル出版会 1982
- 『アメリカは、なぜ：ひび割れ社会の文化人類学』大前正臣訳 サイマル出版会 1984
- 『崩れゆくアメリカ』越智道雄解注 研究社出版 1986
- 『変わりゆく現代アメリカ社会』鍋倉健悦・渡辺美代子編注 松柏社 1986
- 『文化唯物論：マテリアルから世界を読む新たな方法』長島信弘・鈴木洋一訳 早川書房 1987
- 『文化の謎を解く：牛・豚・戦争・魔女』御堂岡潔訳 東京創元社 1988
- 『ヒトはなぜヒトを食べたか：生態人類学から見た文化の起源』鈴木洋一訳 早川書房 1990
  - 文庫化 ハヤカワ文庫 1997年